# C20H28N2O5
化学式C20H28N2O5（摩尔质量：376.45 g/mol）可以指：
- 瑞芬太尼，CAS号：132875-61-7
- 依那普利，CAS号：75847-73-3

|  | 这个同类索引页列出了具有相同分子式的化学物（即同分異構體）条目。 除非您是有意链接至本页，否则应将相应条目的内部链接指向正确的条目。 |